# 에이미 브루크너
에이미 브루크너(Amy Bruckner, 1991년 3월 28일 ~ )는 미국의 배우이다.

## 출연 작품
- 낸시 드류 (2007)
- 리바운드 (2005)
- 필 오브 더 퓨쳐 (2004)
- 데이 알 어멍 어스 (2004)